# Светецкий, Григорий Григорьевич
Григорий Григорьевич Свете́цкий (1918—2007) — советский офицер-пехотинец, участник советско-японской войны, Герой Советского Союза (8.09.1945). Полковник Советской Армии.

## Биография
Родился 11 октября 1918 года в посёлке Русско-Полянском. Окончил семь классов школы и Омский сельскохозяйственный рабфак.
В 1936 году был призван на службу в Рабоче-крестьянскую Красную Армию.
В 1938 году окончил Омское пехотное училище, после чего направлен на службу на Дальний Восток. Основная часть его службы прошла в рядах 79-й стрелковой дивизии, дислоцированной у советско-японской границы на острове Сахалин: заместитель командира стрелковой роты 179 сп, с 1940 — командир стрелковой роты, с 1941 — помощник начальника  штаба стрелкового полка, с начала 1942 — заместитель командира стрелкового батальона 179 сп, с середины 1942 — помощник начальника оргпланового отделения штаба 79-й сд, а с осени того же года — помощник начальника оперативного отделения штаба дивизии, с декабря 1943 — командир стрелкового батальона 157 сп, а с марта 1945 — командир стрелкового батальона этого полка.
Участвовал в боях советско-японской войны, будучи командиром стрелкового батальона 165-го стрелкового полка 79-й стрелковой дивизии 16-й армии 2-го Дальневосточного фронта. 14 августа 1945 года батальон Светецкого участвовал в бою за Харамитогские высоты в районе железнодорожной станции Коттон на Южном Сахалине, прорывая строившийся японцами вдоль границы несколько лет Котонский укрепрайон. После перехода государственной границы двигавшийся первым батальон Г. Г. Светецкого в сложных условиях тайги атаковал с трёх сторон японский укреплённый опорный пункт Хандаса (в результате которого оказавший упорное сопротивление гарнизон этого опорного пункта был уничтожен), а в дальнейшем показал себя умелым командиром в последующих боях по окружению и ликвидации Котонского укрепрайона.
Перед началом наступления он провёл разведку боем силами стрелковой роты, захватив первую траншею. В результате, система огня противника была раскрыта, что позволило артиллеристам в короткие сроки подавить огневые средства противника. Уничтожив в общей сложности 12 японских дзотов и 8 дотов, батальон прорвал оборону противника.
Указом Президиума Верховного Совета СССР от 8 сентября 1945 года за «образцовое выполнение боевых заданий командования на фронте борьбы с японскими милитаристами и проявленные при этом мужество и героизм» капитан Григорий Светецкий был удостоен звания Героя Советского Союза с вручением ордена Ленина и медали «Золотая Звезда» за номером 7770.
После окончания войны Светецкий продолжил службу в Советской Армии. В 1950 году окончил Военную академию имени М. В. Фрунзе. Служил в Управлении военно-учебных заведений Сухопутных войск. В 1959—1960 годах находился в служебной командировке в Египте, в 1969-1971 годах — в Республике Куба. 
В 1971 году в звании полковника Г. Г. Светецкий был уволен в запас. Проживал и работал в Москве. В 1971—1986 годах работал старшим инженером по гражданской обороне в Министерстве чёрной металлургии СССР. 
Проводил на общественных началах воспитательную и военно-патриотическую работу с учениками школы № 53 Кировского района Омска.
Умер 8 сентября 2007 года, похоронен на кладбище «Ракитки» в Ленинском районе Московской области.
Был также награждён орденами Красного Знамени (30.12.1956), Отечественной войны 1-й степени (11.03.1985) и Красной Звезды (19.11.1951), медалью «За боевые заслуги» (5.11.1946), рядом других медалей.

## Память
- экспозиция в Музее боевой славы Омского высшего общевойскового командного дважды Краснознамённого училища им. М. В. Фрунзе[5]
- В честь Г. Г. Светецкого названы две школы в селе Молодёжном Тымовского района и городе Корсакове Сахалинской области[3].
- Имя Героя носит одна из улиц в родной для него Русской Поляне.
- В Южно-Сахалинске на аллее Героев Светецкому Г. Г. установлен памятник.
- Гора Светецкая Онорского хребта с абсолютной высотой 1274,4 метра в Сахалинской области[8] 50°03′09″ с. ш. 142°35′01″ в. д.HGЯO.